# Kelbra (Kyffhäuser)
Kelbra település Németországban, azon belül Szász-Anhalt tartományban. Lakosainak száma 3199 fő (2023. december 31.).

## Népesség
A település népességének változása:
| Lakosok száma | 3453 | 3420 | 3407 | 3308 | 3220 | 3199 |
|               | 2015 | 2017 | 2019 | 2021 | 2022 | 2023 |